# Esteban Ábalos
Esteban Ábalos mais conhecido por Tuco (Mendoza, 29 de Janeiro de 1980) é um defesa/médio de hóquei em patins argentino, que atualmente joga no Sporting CP.

## Títulos

### Hockey Bassano

#### Títulos Nacionais
- Liga Série A1: 1
  - 2008/09

- Coppa Italia: 1
  - 2008/09

### SL Benfica

#### Títulos Nacionais
- Campeonato Português: 1
  - 2011/12

- Taça de Portugal: 1
  - 2013/14

- Supertaça António Livramento: 2
  - 2010, 2012;

#### Títulos Internacionais
- Liga Europeia: 1
  - 2012/13

- Taça Continental: 2
  - 2011, 2013

- Taça Intercontinental: 1
  - 2013

- Taça CERS: 1
  - 2010/11